# John Kruse (Kunsthistoriker)
John Erik Kruse (* 30. Oktober 1865 in Malmö; † 15. Juli 1914 in Djursholm) war ein schwedischer Kunsthistoriker.

## Leben
John Kruse, der Sohn von Lorentz Edvard Kruse (1830–1904) und Maria Benedicta Anna Flensburg (1840–1891), studierte ab 1883 an der Universität Lund Ästhetik und Literatur sowie darauf ab 1890 bei Henrik Schück (1855–1947) Kunstgeschichte. 1895 wurde er in Lund mit einer Dissertation über Hedvig Charlotta Nordenflycht promoviert.
1896 begann er seine Tätigkeit für das Schwedische Nationalmuseum in Stockholm. Dort wurde er Direktor der Handschriften- und Kupferstichsammlungen. Er engagierte sich im Museum für die Öffentlichkeitsarbeit. Zum Beispiel organisierte er 1898 zusammen mit Carl Gustaf Laurin (1868–1940) Sonntagsführungen für Arbeiter. Am 1. Juli 1912 quittierte Kruse auf eigenen Wunsch den Museumsdienst und widmete sich ausschließlich schriftstellerischer Arbeit; konzentrierte sich insbesondere auf das Manuskript seines Werkes Die Zeichnungen Rembrandts – 1920 von Carl Neumann herausgegeben.
Kruse schrieb über etliche schwedische Künstler – so über Oscar Levertin, über die Zeichnungen Johan Tobias Sergels und über Carl Larsson, seinen engsten Freund unter den schwedischen Künstlern. Reichlich dreizehn Jahre brachte er zusammen mit Anders Zorn den 1887 gegründeten Föreningen för Grafisk Konst in dessen Anfangsjahren voran.
John Erik Kruse hatte drei Brüder – Carl Lorentz Edvard, Ernst Ludvig und Lars Gustaf. Er heiratete am 17. März 1899 in Malmö Hilda Elvira (Vivi) Bergh (1872–1966). Das Paar bekam zwei Kinder. In seiner Villa in Djursholm habe er sich gern beim Klavierspiel entspannt. Axel Gauffin (1877–1964) erinnerte sich, in Kruses Charakter habe das Noli me tangere der Furcht des Feinfühligen vor der Öffentlichkeit geschwungen.

## Schriften (Auswahl)
- Hedvig Charlotta Nordenflycht, ett skaldinne-porträtt från Sveriges rococo-tid. E. Malmströms boktryckeri, Lund 1895 (Dissertation).
- Från den retrospektiva Konstutställningen i Stockholm 1898. Afbildningar af 40 målningar. Norstedt & Söner, Stockholm 1899 (archive.org).
- Petter Gabriel Wickenberg, 1812–1846, ett konstnärsporträtt. Ivar Haeggström, Stockholm 1901 (archive.org).
- Svenskt Porträttgalleri. Band XX: Arkitekter, bildhuggare, målare, tecknare, grafiker, mönsterritare och konstindustrialister. Hasse W. Tullbergs, Stockholm 1901 (Digitalisat).
- Carl Larsson als Maler, Zeichner und Graphiker. In: Die graphischen Künste 28, 1905, S. 53–77.
  - schwedische Ausgabe: Carl Larsson som malare, tecknare och grafiker. En studie. A. Bonnier, Stockholm 1906.
- Rembrandt, hans konst och lif. Norstedt & Söner, Stockholm 1907.
- Die Farben Rembrandts. Norstedt & Söner, Stockholm 1913.
  - schwedische Ausgabe: Rembrandts färger. Norstedt& Söner, Stockholm 1912.
- Die Zeichnungen Rembrandts und seiner Schule im National-Museum zu Stockholm. Beschreibender und kritischer Katalog. Herausgegeben von Carl Neumann. Nijhoff, Den Haag 1920.
  - schwedische Ausgabe: Handteckningar av Rembrandt och hans skola i Nationalmuseum Stockholm. Beskrivande och kritisk katalog. Föreningen för Grafisk Konst, Stockholm 1921.
- Rembrandt essayer. Svenska Andelsforlaget, Stockholm 1923.